# Oie rieuse

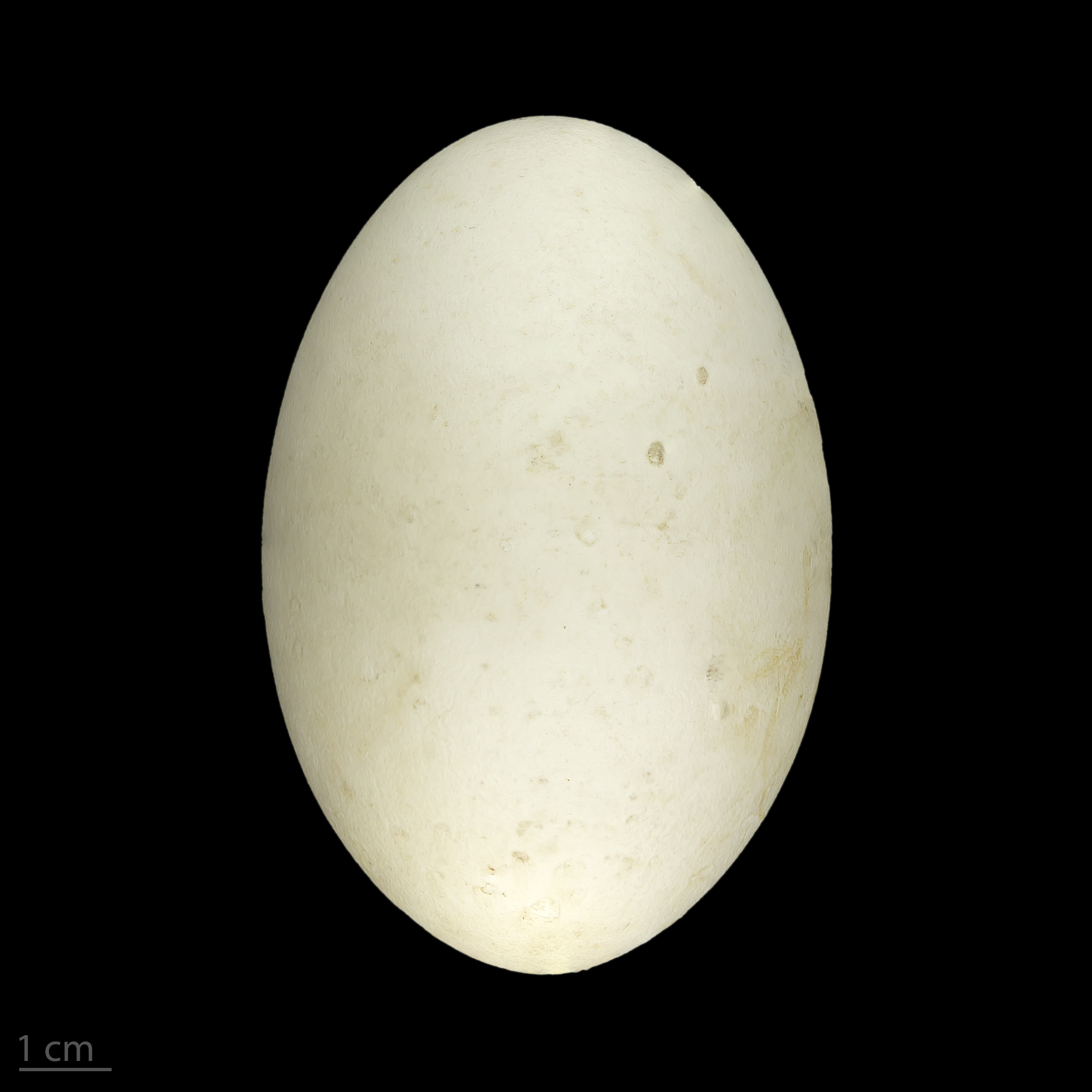
Anser albifrons - MHNT

Anser albifrons
Espèce
Statut de conservation UICN

 LC  : Préoccupation mineure
L'Oie rieuse (Anser albifrons) est une espèce d'oies assez grande bien que de taille inférieure à l'Oie cendrée.

## Description
Elle mesure une longueur de 64 à 78 cm pour une envergure de 130 à 165 cm et pèse de 1,4 à 3,3 kg. Le plumage est brun-gris avec des barres ventrales noires, la principale caractéristique de l'Oie rieuse étant sa tache blanche sur le front. Le bec et les pattes sont orange avec aussi des rayures noires sur le ventre que l'oie cendrée n'a pas.

## Comportement

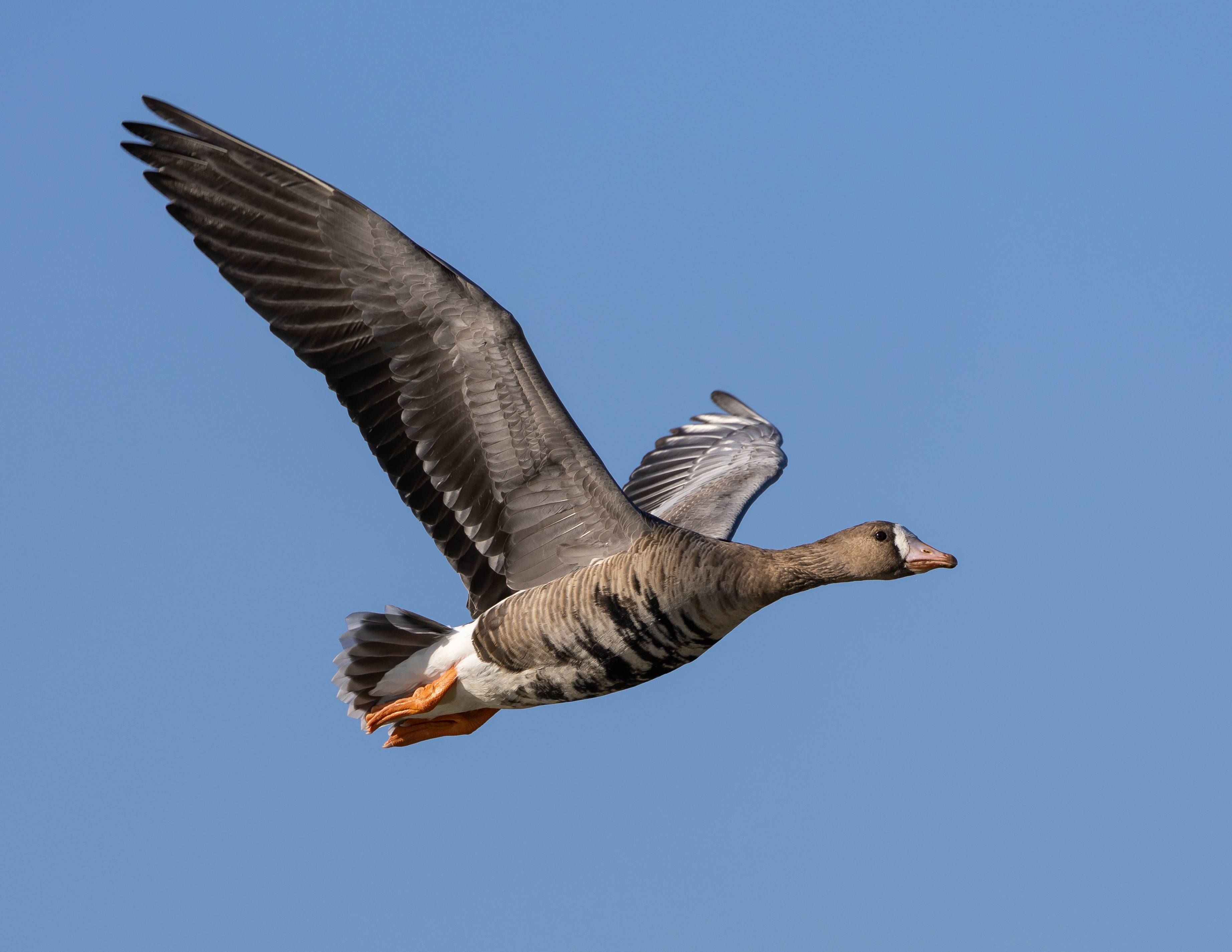
Une Oie rieuse en vol au dessus du Sacramento National Wildlife Refuge Complex aux États-Unis. Novembre 2022.

C'est une espèce bruyante qui se distingue par son cri aigu et musical, d'où son nom, grégaire uniquement après la nidification qui a lieu dès le mois de mai. Le nid est situé sur un monticule de terre souvent en terrain sec. L'Oie rieuse est réputée être une espèce craintive et prudente.

## Répartition et habitat

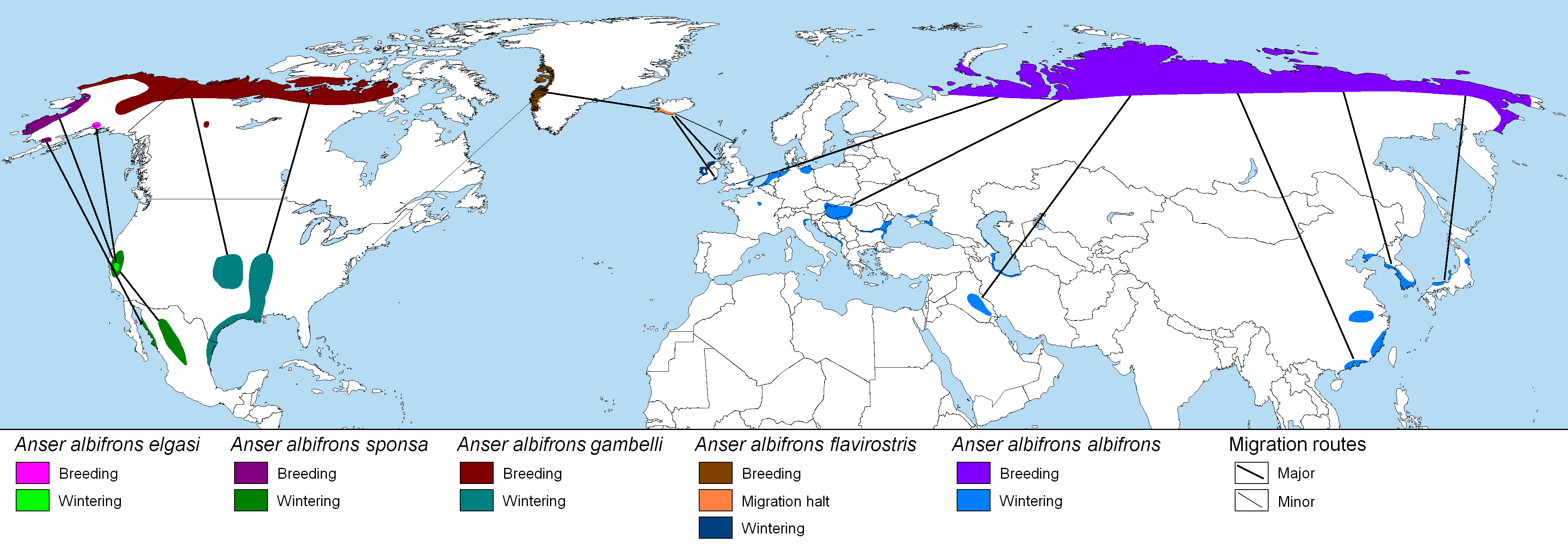

Elle niche dans la toundra arctique à travers la Russie, le Groenland, l'Alaska et le Canada. On peut la rencontrer en hiver en Grande-Bretagne, dans les Balkans et la Turquie. En France, elle peut se rencontrer en Bretagne, sur le littoral de la Manche et en Camargue.
Les populations américaines hivernent dans le Sud des États-Unis et au Mexique, les populations sibériennes hivernant quant à elles au Japon et en Chine.

## Populations
La population mondiale est estimée entre 3 100 000 et 3 200 000 individus (Wetlands International 2015).

## Sous-espèces
Selon la classification de référence du Congrès ornithologique international (version 15.1, 2025) :
- Anser albifrons flavirostris Dalgety & Scott, P, 1948 — ouest du Groenland, parfois appelée Oie rieuse du Groenland[3] ;
- Anser albifrons albifrons (Scopoli, 1769) — nord de la Russie ;
- Anser albifrons elgasi Delacour & Ripley, 1975 — sud de l'Alaska ;
- Anser albifrons gambelli Hartlaub, 1852 — Alaska et nord-ouest, centre-nord du Canada ;
- Anser albifrons sponsa Banks, 2011 — ouest de l'Alaska.